# Piano Man (album)
Piano Man je drugi studijski album ameriškega kantavtorja Billyja Joela, ki je izšel 9. novembra 1973. Piano Man je prvi Joelov album, ki je zaradi težav z Joelovo prvo založbo Family Productions, izšel pri založbi Columbia Records, postal pa je tudi album, s katerim je prodrl na glasbeno sceno. Zaradi pogodbenih obveznosti so Joelovi albumi vsebovali logotip založbe Family Productions vse do albuma The Bridge, ki je izšel leta 1986.
Single »Piano Man« je Joelova pripoved o ljudeh, ki jih je srečal kot barski glasbenik v Los Angelesu. Single je dosegel 25. mesto na Billboardovi lestvici pop singlov in 4. mesto na lestvici Adult Contemporary singles. Singla »Travelin' Prayer« in »Worse Comes to Worst« sta na lestvici pop singlov dosegla 77. in 80. mesto, album pa je na lestvici pop albumov dosegel 27. mesto.
Leta 1974 je Helen Reddy priredila in posnela Joelovo skladbo »You're My Home«.
Dolly Parton je leta 1999 priredila skladbo »Travelin' Prayer«. Izšla je na albumu The Grass Is Blue, za katerega je Partonova prejela Grammyja.

## Izdaja iz leta 2011
Novembra 2011 je založba Columbia izdali dvojno izdajo albuma Piano Man.
Izdaja vsebuje radijski prenos skladb, ki jih je Joel leta 1972 posnel v studiu Filadelfske radijske postaje WMMR. Ta radijski prenos je bil zelo pomemben za uspeh Joelove glasbene kariere. Po radijskem prenosu je bila namreč živa verzija skladbe »Captain Jack« velikokrat predvajana na radijski postaji in je kmalu postala »najbolj želena skladba v zgodovini te radijske postaje«. Prenos so slišali tudi v založbi Columbia, ki so kasneje z Joelom podpisali pogodbo. Na radijskem prenosu lahko slišimo tudi tri Joelove skladbe (»Long, Long Time«, »Josephine« in »Rosalinda«), ki niso izšle na nobenem Joelovem studijskem albumu.

## Seznam skladb
Avtor vseh skladb je Billy Joel.
| Stran 1 | Stran 1                       | Stran 1 |
| Št.     | Naslov                        | Dolžina |
| ------- | ----------------------------- | ------- |
| 1.      | „Travelin' Prayer‟            | 4:16    |
| 2.      | „Piano Man‟                   | 5:37    |
| 3.      | „Ain't No Crime‟              | 3:20    |
| 4.      | „You're My Home‟              | 3:14    |
| 5.      | „The Ballad of Billy the Kid‟ | 5:35    |

| Stran 2 | Stran 2                                 | Stran 2 |
| Št.     | Naslov                                  | Dolžina |
| ------- | --------------------------------------- | ------- |
| 1.      | „Worse Comes to Worst‟                  | 3:28    |
| 2.      | „Stop in Nevada‟                        | 3:40    |
| 3.      | „If I Only Had the Words (To Tell You)‟ | 3:35    |
| 4.      | „Somewhere Along the Line‟              | 3:17    |
| 5.      | „Captain Jack‟                          | 7:15    |

### 2011 Legacy Edition bonus disc
Disk 215. april 1972: Sigma Sound Studios, Filadelfija, Pensilvanija
1. »Introduction by Ed Sciaky« - 0:29
2. »Falling of the Rain« - 2:33
3. »Intro to Travelin' Prayer« - 0:17
4. »Travelin' Prayer« - 3:11
5. »Intro to Billy the Kid« - 0:50
6. »The Ballad of Billy the Kid« - 5:36
7. »Intro to She's Got a Way« - 1:03
8. »She's Got a Way« - 3:08
9. »Intro to Everybody Loves You Now« - 1:19
10. »Everybody Loves You Now« - 2:56
11. »Intro to Nocturne« - 0:59
12. »Nocturne« - 2:46
13. »Station ID and Intro to Turn Around« - 1:31
14. »Turn Around« - 3:26
15. »Intro to Long, Long Time« - 1:19
16. »Long, Long Time« - 4:46
17. »Intro to Captain Jack« - 1:19
18. »Captain Jack« - 6:56
19. »Intro to Josephine« - 1:40
20. »Josephine« - 3:23
21. »Intro to Rosalinda« - 0:33
22. »Rosalinda« - 3:03
23. »Tomorrow Is Today« - 5:11

## Osebje
| Album - Billy Joel – klavir, orgle, električni klavir, orglice, vokali - Larry Carlton – kitare - Eric Weissberg – banjo - Billy Armstrong – violina - Richard Bennett – kitare - Rhys Clark – bobni (10) - Laura Creamer – spremljevalni vokali - Mark Creamer – spremljevalni vokali - Wilton Felder – bas kitara - Emory Gordy, Jr. – bas kitara - Fred Heilbrun – banjo - Michael Omartian – harmonika - Dean Parks – kitare - Susan Steward – spremljevalni vokali - Ron Tutt – bobni (1-9) Live at Sigma Sound Studios, 15. april 1972 - Billy Joel – klavir, orglice, vokali - Rhys Clark – bobni - Al Hertzberg – akustične in električne kitare - Larry Russell – bas kitara - Dennis Wilen – producent | - Michael Stewart – producent - Ron Malo – inženir - Ted Jensen – remasteriziranje - Michael Omartian – aranžer - Beverly Parker – oblikovanje - Bill Imhofe – ilustracija |

## Lestvice
| Lestvica (1974–76)                    | Najvišja uvrstitev |
| ------------------------------------- | ------------------ |
| Avstralija (Kent Music Report)        | 14                 |
| Kanada (RPM)                          | 26                 |
| ZDA (Billboard 200)                   | 27                 |
| Lestvica (1984)                       | Najvišja uvrstitev |
| Združeno kraljestvo (UK Albums Chart) | 98                 |
| Lestvica (2011)                       | Najvišja uvrstitev |
| Japonska (Oricon)                     | 112                |
| Lestvica (2013)                       | Najvišja uvrstitev |
| Irska (IRMA)                          | 75                 |

| Lestvica (1974)            | Mesto |
| -------------------------- | ----- |
| ZDA (Billboard Pop Albums) | 56    |
| Lestvica (1976)            | Mesto |
| Avstralija                 | 16    |

| Regija                | Certifikat    | Prodaja   |
| --------------------- | ------------- | --------- |
| Kanada (Music Canada) | 2× Platinasti | 200,000   |
| ZDA (RIAA)            | 4× Platinasti | 4,000,000 |